# 沙夫山 (利維尼奧阿爾卑斯山脈)
坐标：缺少纬度

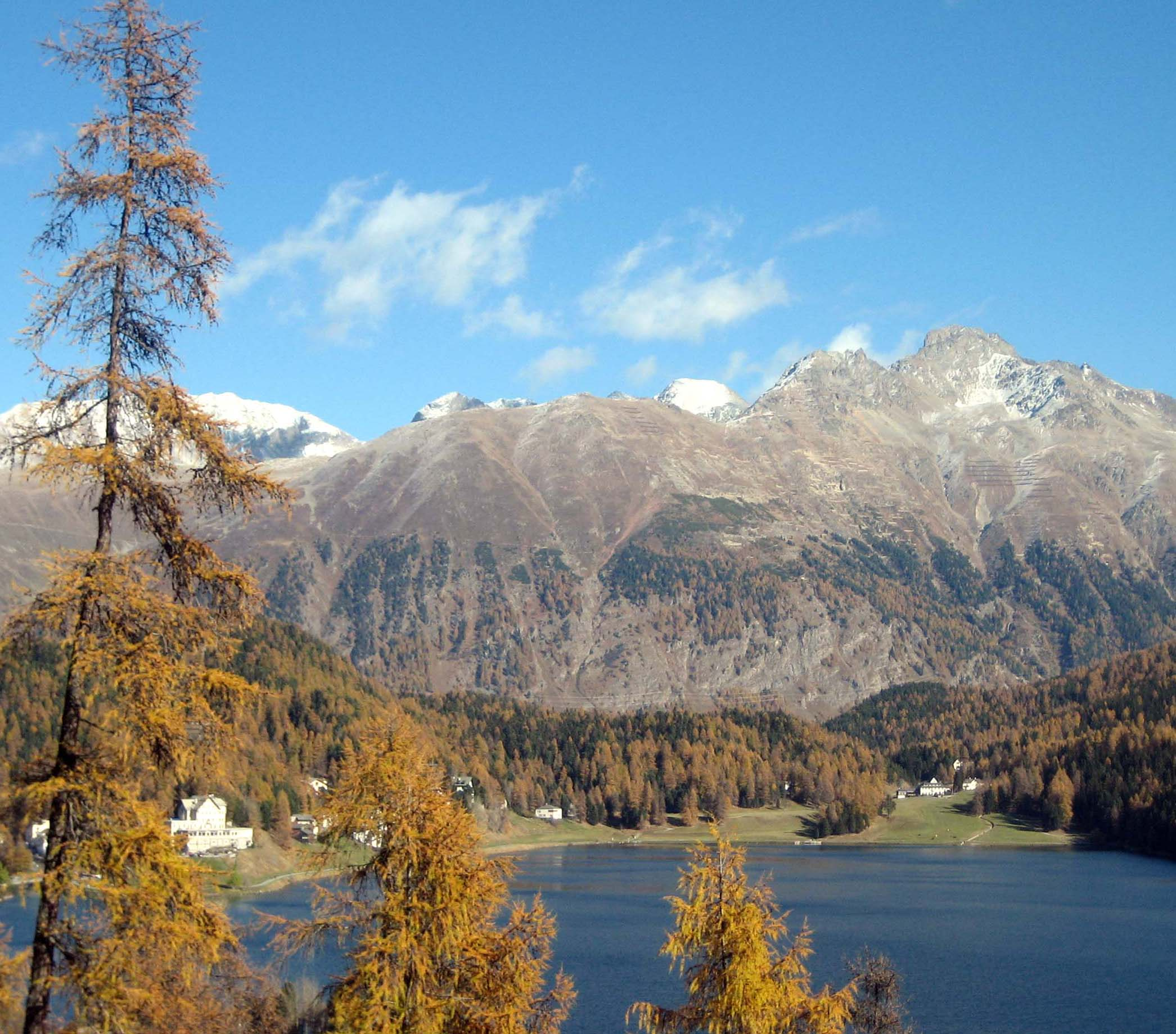

沙夫山（Schafberg），是瑞士的山峰，位於該國東南部，由格勞賓登州負責管轄，屬於利維尼奧阿爾卑斯山脈的一部分，海拔高度2,647米，每年平均降雨量1,693毫米。